# Tantilla miyatai
Espèce
Tantilla miyatai  est une espèce de serpents de la famille des Colubridae.

## Répartition
Cette espèce est endémique de la province de Pichincha en Équateur.

## Étymologie
Cette espèce est nommée en l'honneur de Kenneth Ichiro Miyata.

## Publication originale
- Wilson, 1987 : A Résumé of the Colubrid Snakes of the Genus Tantilla of South America. Contributions in biology and geology, Milwaukee Public Museum, vol. 68, p. 1-35.